# Qoros 3

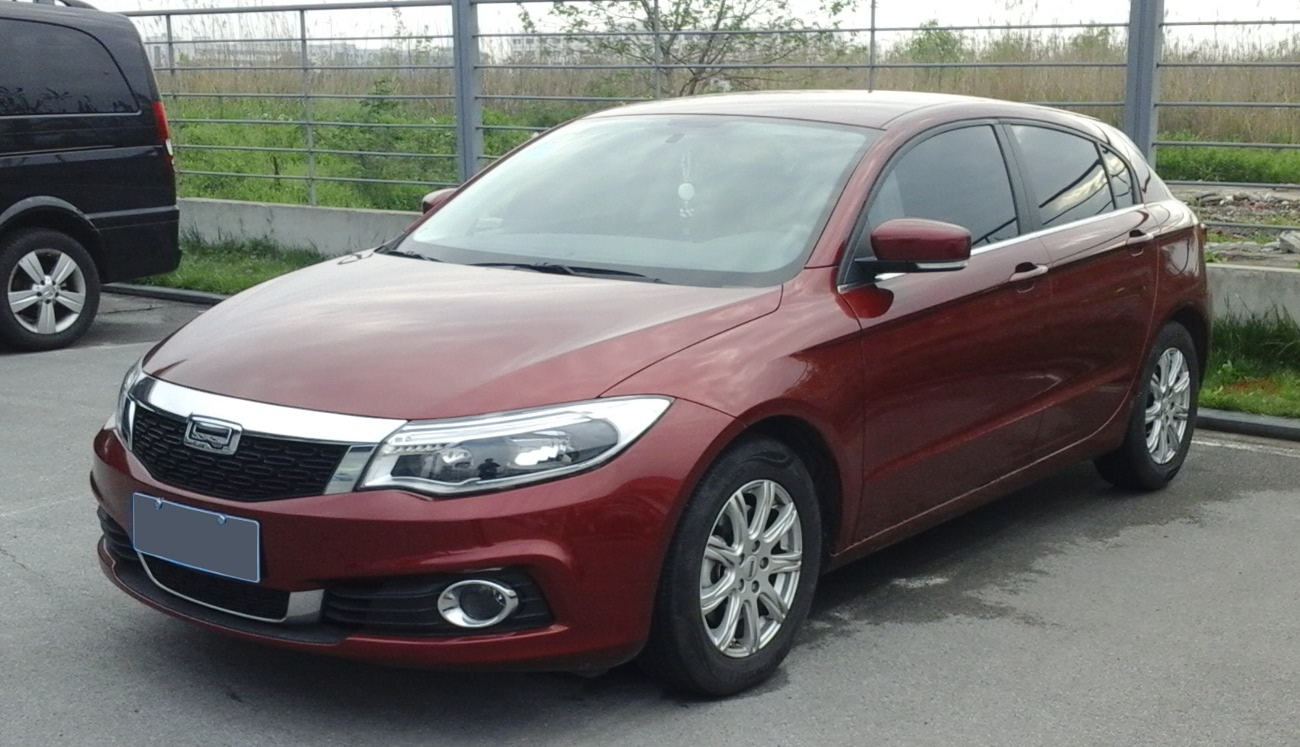
Qoros 3 5 portes

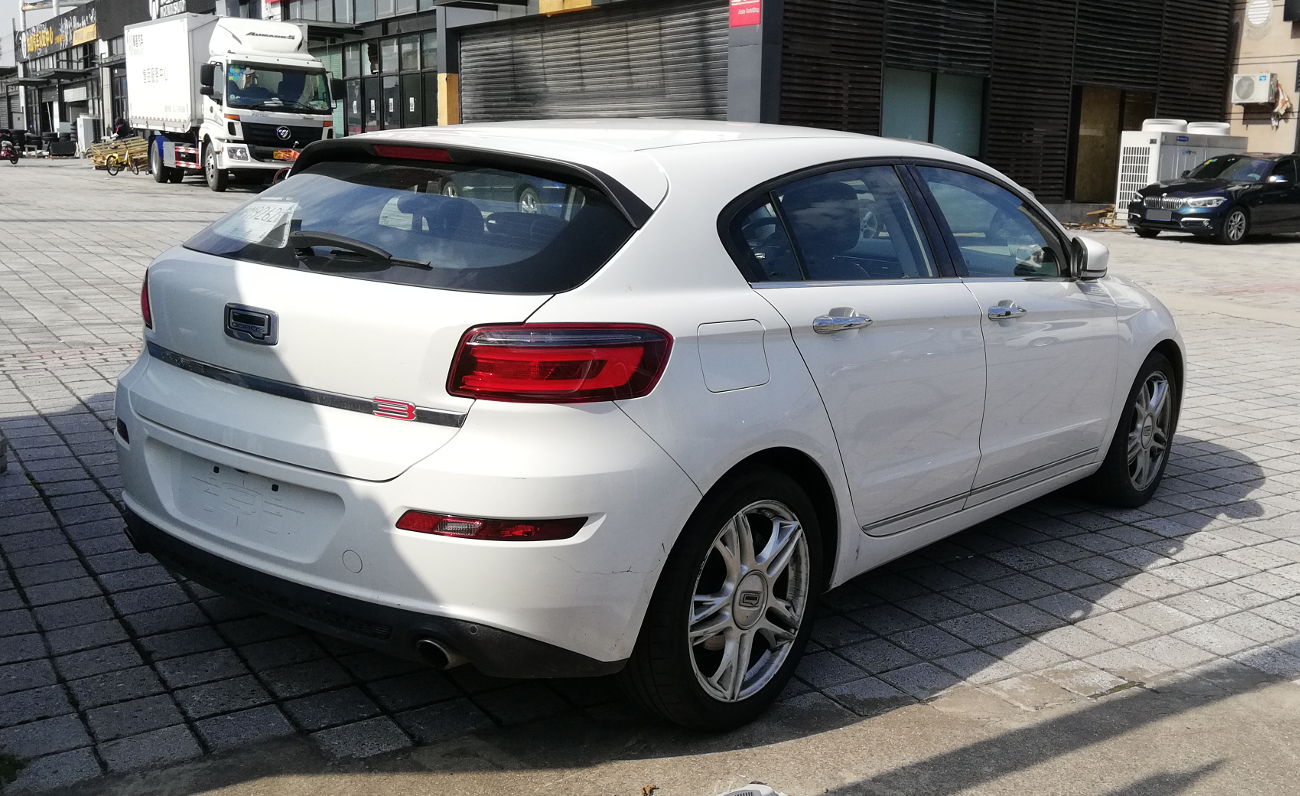
Qoros 3 5 portes

La Qoros 3 est une automobile compacte produite par Qoros depuis 2013 pour la Chine déclinée en berline 4 et 5 portes. Elle a débuté aussi en Europe par la Slovaquie avec 40 voitures .

## Qoros 3 City SUV

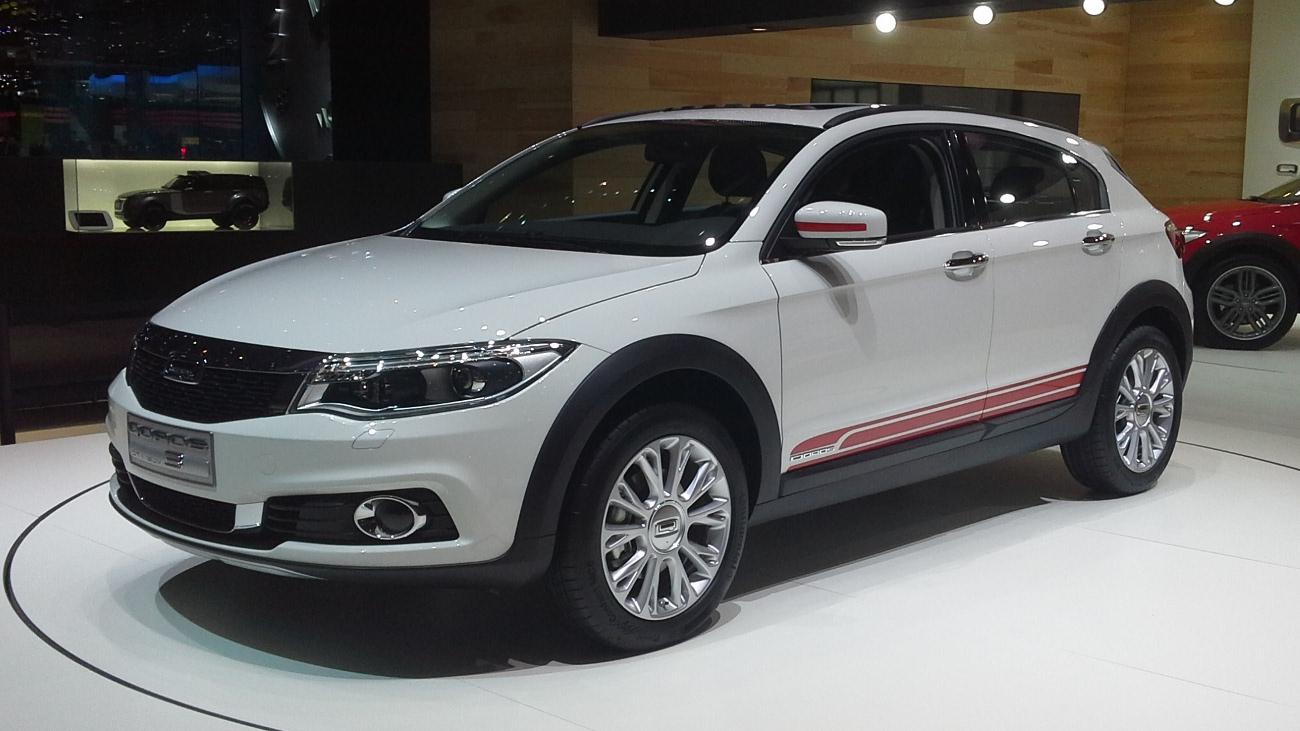
Qoros 3 City SUV

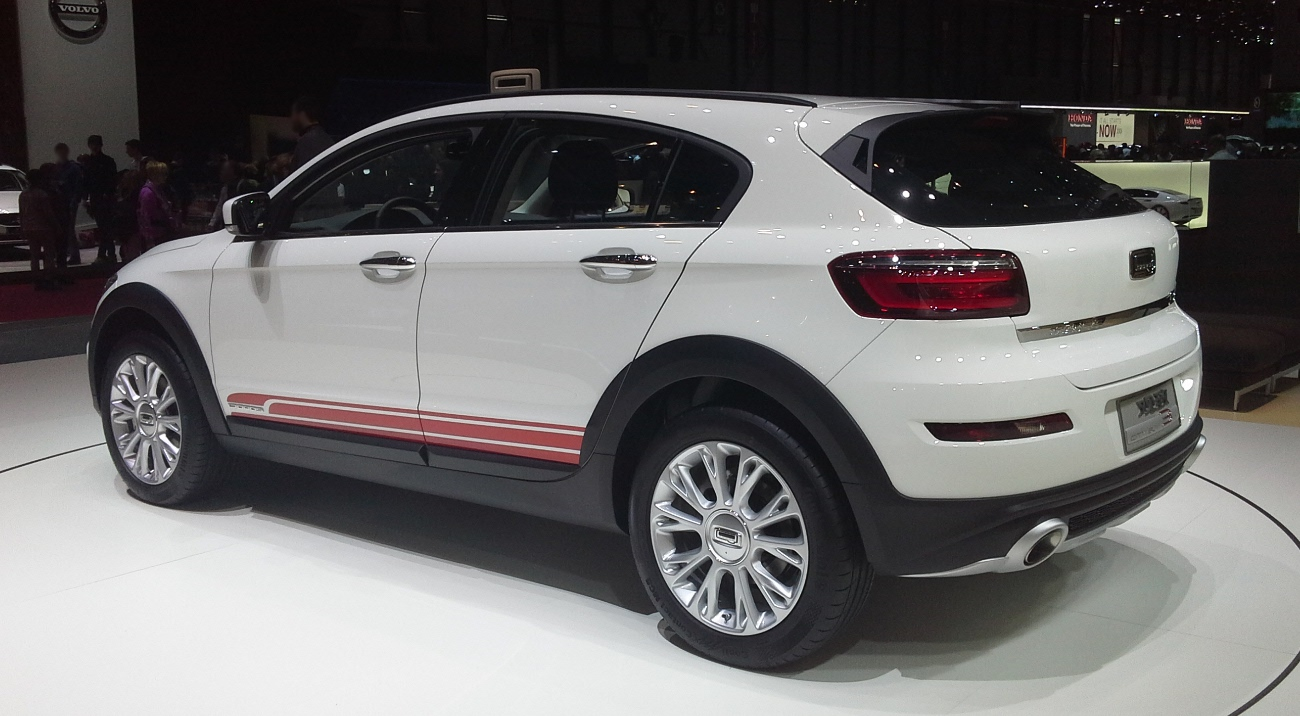
Qoros 3 City SUV

La Qoros 3 est aussi déclinée en version baroudeuse sous le nom de Qoros 3 City SUV.